# Carl Ochsenius

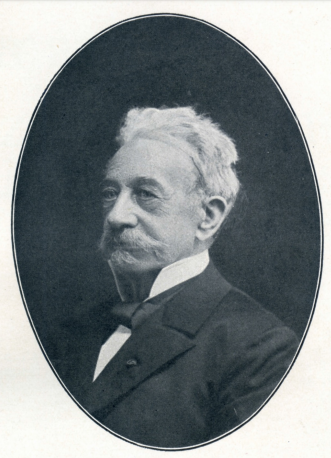
Carl Ochsenius

Carl Christian Ochsenius (* 9. März 1830 in Kassel; † 9. Dezember 1906 in Marburg an der Lahn) war ein deutscher Geologe.

## Leben
Der Vater von Ochsenius war Hofbeamter in Kassel. Ochsenius studierte nach dem Abitur in Kassel 1847 bis 1851 am dortigen Polytechnikum und ging dann im Bergbau in die Lehre. Da damals die Berufsaussichten schlecht waren, reiste er auf Vermittlung von Robert Bunsen als Assistent von Rudolph Amandus Philippi nach Chile. Beide erforschten die Geologie der Anden und bauten eine naturwissenschaftliche Sammlung auf. Als Philippi in Santiago de Chile Professor wurde, leitete Ochsenius für diesen dessen Landgut. 1858 wurde er Geologe im Kohlebergbau in Coronel in den Cousiño-Bergwerken und übernahm diese wenig später. Er stand ihnen bis 1869 vor und war weltweit als geologischer Gutachter tätig: 1865 bereiste er Erdölgebiete in den USA, 1866 war er in Tunis, 1869 in Sizilien (Schwefelbergbau), 1867 in Bolivien (Guano, Kohle), 1870 in Peru (Erze) und 1878/79 in Utah und Nevada für französische Banken. Ab 1871 lebte er als Privatgelehrter in Marburg. Durch einen Staatsbankrott in Chile verlor er sein Vermögen und war gezwungen, ab 1885 für die Firma Kali-Bergbau als Gutachter zu arbeiten.

## Werk
1877 formulierte Ochsenius die Barrentheorie (Schwellentheorie) über die Entstehung von Salzlagerstätten im ariden Klimabereich, für die er noch heute bekannt ist. Danach entstanden die Salzlagerstätten durch Barrieren, die nur so viel oder weniger frisches Meerwasser in einen Meeresteil (Meeresbucht) hineinließen wie dort verdunstete. Bei vollständiger Absperrung bildeten sich nach Ochsenius Kalisalzlager wie im Magdeburg-Halberstädter Becken mit einer Barriere von Helgoland bis zur Porta Westfalica. Fälschlicherweise nahm er die Bildung in Tiefseebecken an (wegen der Mächtigkeit der deutschen Salzlager), er berücksichtigte noch nicht die Möglichkeit der Absenkung der Meeresbecken. Die Barrieren entstanden zum Beispiel durch tektonische Hebung oder Versandung. Als rezenten Fall betrachtete er den Kara-Bogas-Gol im Kaspischen Meer. Die Theorie von Ochsenius war bis Anfang des 20. Jahrhunderts die dominierende Theorie der Bildung von Salzlagerstätten, wurde aber später modifiziert.

## Privates
Am 1. Januar 1860 ist Ochsenius in Chile Freimaurer geworden; er war 1871 Mitbegründer der Marburger Loge Marc Aurel zum flammenden Stern. Sein Grabstein auf dem Marburger Friedhof zeigte die maurerischen Worte Wahres Wissen führt zum Glauben. Von ihm stammt der Aphorismus Es kommt nicht darauf an, wie alt man ist, sondern wie man alt ist.
Seine Ehefrau Luise stammte aus dem althessischen ritterlichen Geschlecht der von Rau zu Holzhausen.

## Ehrungen
- Honorarkonsul von Chile und Peru (1874)
- Mitglied der Leopoldina (1881)[2]
- Dr. phil. h. c. (1884) der Universität Marburg

Nach ihm sind in der wissenschaftlichen Nomenklatur je zwei Arten von Pflanzen (das Geraniengewächs Geranium ochsenii Phil., das Malvengewächs Abutilon ochsenii Phil.) und Tieren (der Laufkäfer Ceroglossus ochsenii Germain, die Schnecke Bulimus ochsenii Dunker) benannt worden, die alle in Chile heimisch sind.

## Schriften
- Die Bildung der Steinsalzlager und ihrer Mutterlaugensalze unter specieller Berücksichtigung der Flötze von Douglashall in der egeln’schen Mulde. Halle: C. E. M. Pfeffer, 1877
- Beiträge zur Erklärung der Bildung von Steinsalzlagern und ihrer Mutterlaugensalze. In: Nova Acta der Ksl. Leop.-Carol.-Deutschen Akademie der Naturforscher, Band XL, Nr. 4, Dresden 1878, S. 123–166 Archive
- Chile. Land und Leute. Nach zwanzigjährigen eigenen Beobachtungen und denen Anderer kurz geschildert. Leipzig/Prag: Freytag/Tempsky, 1884
- On the Formation of Rock-Salt Beds and Mother-Liquor Salts. In: Proceedings of the Academy of Natural Sciences of Philadelphia, 40, 1888, S. 181–187 Archive